# Jean-Charles Jauffret
Pour les articles homonymes, voir Jauffret.
 (mars 2023).
Jean-Charles Jauffret, né à Marseille (Bouches-du-Rhône) le 27 septembre 1949, est un historien français.

## Biographie
Diplômé de l'Institut d'études politiques d'Aix-en-Provence, agrégé d'histoire, Docteur de 3e cycle, docteur ès lettres et spécialiste de l'histoire militaire contemporaine, il enseigne à titre de professeur des universités à l'Institut d'études politiques d'Aix-en-Provence : l'histoire de la France en 1re année, et l'histoire des relations internationales et géostratégie en 2e année. Professeur émérite depuis le 31 août 2016, il continue à enseigner au sein du M2 "Géostratégie, Défense et Sécurité Internationale" dirigé par Walter Bruyère-Ostells.
Après une carrière de professeur agrégé d’histoire et docteur ès lettres dans le secondaire (Prytanée militaire de La Flèche, lycée d’État de Vernon), il a été maître de conférences à l’École Spéciale Militaire de Saint-Cyr de 1983 à 1991, puis professeur d'université à Montpellier III de 1991 à 1997. Auditeur de l’IHEDN, il a été en mission à Djibouti, en 1995, et à Brazzaville en 2008, à Bamako en novembre 2011, et connaît bien le Maghreb et l’Algérie en particulier (son dernier séjour en Kabylie et à Alger date d'avril 2015). Spécialiste d’histoire militaire, il a enseigné à l’université Paul Valéry (Montpellier III) l’histoire de la présence française en Afrique. Depuis 1998, à Sciences Po Aix, il est titulaire de la chaire d'histoire de la Défense. De 1991 à 2011, il a enseigné à l’École du commissariat de l’Air. Enfin, il est auditeur de l'Institut des Hautes Études de Défense Nationale, 125e session régionale (Montpellier), promotion Grandmont, mars-mai 1996.
Il est également directeur du département d’histoire au sein du CHERPA, laboratoire de recherche du CNRS de Sciences Po Aix. Il fut directeur du master "Histoire militaire comparée, géostratégie, défense et sécurité" de Sciences Po Aix jusqu'en août 2016. Spécialiste de la guerre d'Algérie, il a publié six colloques sous sa direction, une centaine de communications et articles, et les deux premiers tomes d’archives militaires jamais consacrés à ce conflit en 1988 et 1998. Pour le grand public, on lui doit Soldats en Algérie, expériences contrastées des hommes du contingent, 1954-1962, Autrement, 2000, 6e édition revue et augmentée en septembre 2012, et Ces officiers qui ont dit non à la torture. Algérie 1954-1962, Paris Autrement 2005 et Alger éditions Chihab 2007.
Il a également publié aux éditions Autrement (mars 2010) un ouvrage critique d’histoire immédiate sur la guerre en Afghanistan, Afghanistan 2001-2010. Chronique d’une non victoire annoncée, prix du livre d’Histoire 2010 remis à Verdun le 8 novembre 2010. En avril 2013, il publie chez le même éditeur, Afghanistan, 2001-2013 : la guerre inachevée. Souvent interrogé par les médias, dont RFI, le journal en ligne franco-américain Huffington Post, la revue Diploweb il fait figure d’expert pour les engagements militaires en opérations extérieures et les questions de géopolitique. Il a publié la synthèse d’une enquête de 21 ans sur la guerre d’Algérie, parue en janvier 2016 chez Odile Jacob, Guerre d’Algérie : les combattants français et leur mémoire.

## Études et diplômes
- Diplômé de l'Institut d'études politiques d'Aix-en-Provence en 1973
- Agrégation d'histoire 1975
- Docteur en 3e cycle 1978
- Docteur ès lettres à l'université de Paris-Sorbonne 1987

## Enseignements
- Histoire de la France de 1750 à nos jours, Histoire des relations internationales, Histoire des acquis de la République française depuis 1789, Histoire de la guerre d'Algérie, Histoire coloniale de la France.
- Direction de nombreux mémoires (DEA et DESS, diplôme terminal d'institut d'études politiques)
- Direction de thèses et participation à des jurys de thèse

## Publications
- Parlement, gouvernement, commandement: L'armée de métier sous la 3e république, 1871-1914  par Jean-Charles Jauffret (Reliure inconnue - 1987)
- Journal de marche du sergent Paul Fauchon : Kabylie, juillet 1956-mars 1957 par Jean-Charles Jauffret (Broché - 1er janvier 1997)
- Soldats en Algérie, 1954-1962. Expériences contrastées des hommes du contingent  par Jean-Charles Jauffret (Broché - 25 avril 2000)
- Militaires et guérilla dans la guerre d'Algérie, colloque du Centre d’histoire militaire de Montpellier et du CEHD, publié sous la direction de Jean-Charles Jauffret et Maurice Vaïsse, Bruxelles, Complexe, 2001, 561 p.
- Guerre d'Algérie (CD audio)  par Jean-Charles Jauffret (CD audio - 4 octobre 2001)
- La Grande Guerre 1914-1918. 80 ans d'historiographie et de représentations, Colloque international - Montpellier, 20-21 novembre 1998  par Collectif, Jean-Charles Jauffret, et Jules Maurin (Broché - 1er janvier 2002)
- Le Devoir de défense en Europe aux XIXe et XXe siècles par Jean-Charles Jauffret (Reliure inconnue - 25 janvier 2002)
- Des hommes et des femmes en guerre d'Algérie, colloque du CEHD et du Centre d’histoire militaire de Montpellier, publié sous la direction de Jean-Charles Jauffret, Autrement, 2003, 573 p.
- Rapporteur pour le prix d'histoire militaire récompensant Les services secrets républicains Espagnols en France (1936-1939) : Organisation, réseaux, action par Yannick Pech, (Broché - 1er février 2005)
- Ces officiers qui ont dit non à la torture : Algérie 1954-1962 (Mémoires) - Éditions Autrement, (Broché - 2 septembre 2005)
- Les Grandes Heures de l'Institut d’Études Politiques d'Aix-en-Provence; ou: le cinquantenaire d'une bonne maison - Éditions Crès, (3 octobre 2007)
- L'Institut d’Études Politiques d'Aix-en-provence dans l'espace euro-méditerranéen - Éditions Crès, (Octobre 2007)
- Afghanistan 2001-2010, Chronique d'une non-victoire annoncée - Éditions Autrement (Mars 2010)
- La guerre inachevée - Afghanistan : 2001-2013 - Éditions Autrement, (Avril 2013)
- Guerre d’Algérie : les combattants français et leur mémoire préface de Jean-François Sirinelli - Éditions Odile Jacob (janvier 2016)